# Майданівка (Коростенський район)
Майдані́вка — село в Україні, в Коростенському районі Житомирської області. Населення становить 155 осіб.

## Розташування
Село розташоване на межі з Малинським районом поруч з автошляхом М 07.

## Населення

### Мова
Розподіл населення за рідною мовою за даними перепису 2001 року:
| Мова       | Кількість | Відсоток |
| ---------- | --------- | -------- |
| українська | 154       | 99.36%   |
| російська  | 1         | 0.64%    |
| Усього     | 155       | 100%     |

## Галерея

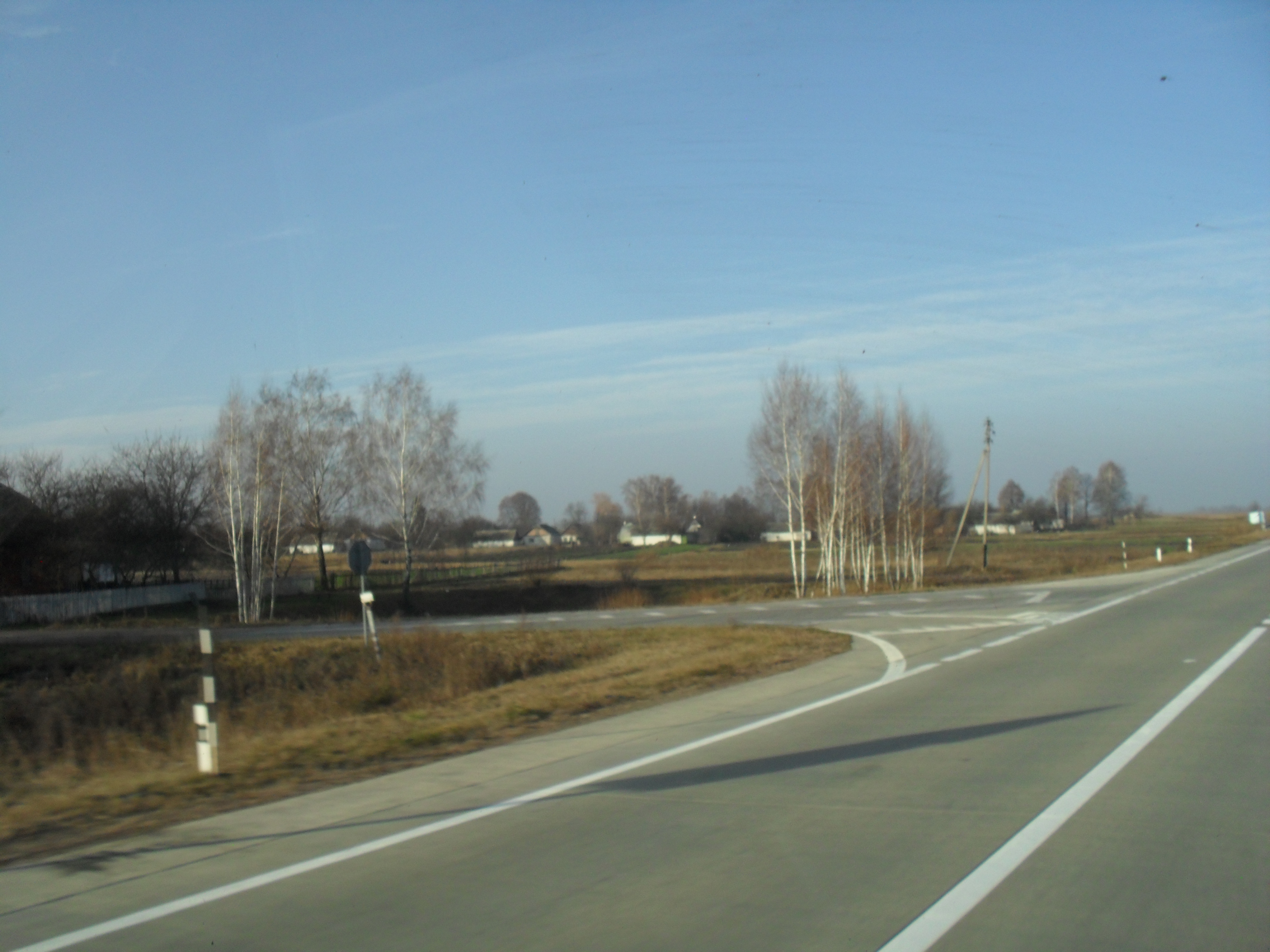
Вид на село з автошляху
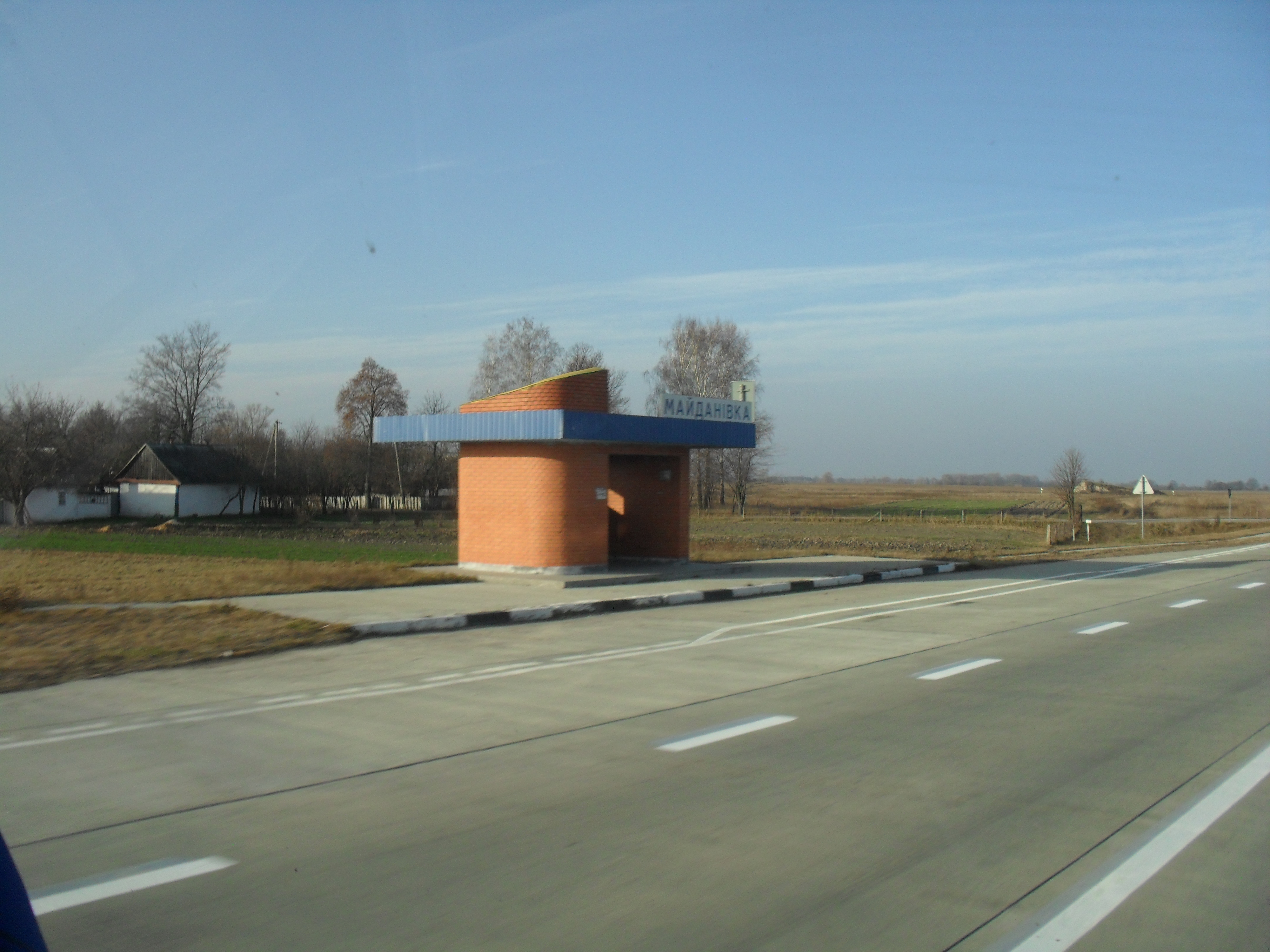
Зупинка на автошляху М 07